# Karson Kendall
Karson Kendall (Phoenix, 1º aprile 2000) è un calciatore americo-verginiano, di ruolo difensore.

## Carriera

### Club
Nella stagione 2016 ha giocato negli Stati Uniti con l'SKC Academy.

### Nazionale
Ha esordito in nazionale il 26 marzo 2016.

## Statistiche

### Cronologia presenze e reti in nazionale
| Cronologia completa delle presenze e delle reti in nazionale ― Isole Vergini Americane | Cronologia completa delle presenze e delle reti in nazionale ― Isole Vergini Americane | Cronologia completa delle presenze e delle reti in nazionale ― Isole Vergini Americane | Cronologia completa delle presenze e delle reti in nazionale ― Isole Vergini Americane | Cronologia completa delle presenze e delle reti in nazionale ― Isole Vergini Americane | Cronologia completa delle presenze e delle reti in nazionale ― Isole Vergini Americane | Cronologia completa delle presenze e delle reti in nazionale ― Isole Vergini Americane | Cronologia completa delle presenze e delle reti in nazionale ― Isole Vergini Americane |
| Data                                                                                   | Città                                                                                  | In casa                                                                                | Risultato                                                                              | Ospiti                                                                                 | Competizione                                                                           | Reti                                                                                   | Note                                                                                   |
| -------------------------------------------------------------------------------------- | -------------------------------------------------------------------------------------- | -------------------------------------------------------------------------------------- | -------------------------------------------------------------------------------------- | -------------------------------------------------------------------------------------- | -------------------------------------------------------------------------------------- | -------------------------------------------------------------------------------------- | -------------------------------------------------------------------------------------- |
| 27-3-2016                                                                              | Philipsburg                                                                            | Sint Maarten                                                                           | 1 – 2                                                                                  | Isole Vergini Americane                                                                | Qualificazioni alla Coppa dei Caraibi 2017                                             | -                                                                                      | 83’                                                                                    |
| 22-3-2019                                                                              | The Valley                                                                             | Anguilla                                                                               | 0 – 3                                                                                  | Isole Vergini Americane                                                                | CONCACAF Nations League 2019-2020 - Qualificazioni                                     | -                                                                                      |                                                                                        |
| 2-6-2021                                                                               | San Cristóbal                                                                          | Montserrat                                                                             | 4 – 0                                                                                  | Isole Vergini Americane                                                                | Qual. Mondiali 2022                                                                    | -                                                                                      | 24’                                                                                    |
| 6-6-2021                                                                               | Frederiksted                                                                           | Isole Vergini Americane                                                                | 0 – 7                                                                                  | El Salvador                                                                            | Qual. Mondiali 2022                                                                    | -                                                                                      |                                                                                        |
| 3-6-2022                                                                               | Willemstad                                                                             | Sint Maarten                                                                           | 1 – 1                                                                                  | Isole Vergini Americane                                                                | CONCACAF Nations League 2022-2023 - 1º turno                                           | -                                                                                      |                                                                                        |
| 6-6-2022                                                                               | Frederiksted                                                                           | Isole Vergini Americane                                                                | 3 – 2                                                                                  | Turks e Caicos                                                                         | CONCACAF Nations League 2022-2023 - 1º turno                                           | -                                                                                      | Cap.                                                                                   |
| 11-6-2022                                                                              | Frederiksted                                                                           | Isole Vergini Americane                                                                | 0 – 2                                                                                  | Bonaire                                                                                | CONCACAF Nations League 2022-2023 - 1º turno                                           | -                                                                                      |                                                                                        |
| 14-6-2022                                                                              | Willemstad                                                                             | Bonaire                                                                                | 2 – 0                                                                                  | Isole Vergini Americane                                                                | CONCACAF Nations League 2022-2023 - 1º turno                                           | -                                                                                      |                                                                                        |
| 25-3-2023                                                                              | Providenciales                                                                         | Turks e Caicos                                                                         | 1 – 0                                                                                  | Isole Vergini Americane                                                                | CONCACAF Nations League 2022-2023 - 1º turno                                           | -                                                                                      |                                                                                        |
| 29-3-2023                                                                              | Frederiksted                                                                           | Isole Vergini Americane                                                                | 1 – 2                                                                                  | Sint Maarten                                                                           | CONCACAF Nations League 2022-2023 - 1º turno                                           | 1                                                                                      |                                                                                        |
| Totale                                                                                 |                                                                                        | Presenze                                                                               | 10                                                                                     |                                                                                        | Reti                                                                                   | 1                                                                                      |                                                                                        |